# Герроу (боро)
Гарроу (Герроу; англ. London Borough of Harrow) — район (боро) Великого Лондона (Велика Британія).
Район Гарроу знаходиться на північному заході англійської столиці. Під час створення адміністративної одиниці Великий Лондон у 1965 році його було виділено з району Гарроу графства Міддлсекс. Площа району Гарроу нині становить 50,47 км². Кількість населення становить 214.600 жителів. З них 58,8% — білі, 29,6% — вихідці з південної Азії, 6,1% — негри й 1,2% — китайці.
У цьому районі знаходиться відома й респектабельна школа Гарроу.

## Квартали
| - Бельмонд - Канонс-Парк - Гарроу - Гарроу-он-де-Гілл - Гарроу-Вельд - Хатч-Енд | - Хедстоун - Кентон - Норт-Гарроу - Піннер - Піннер-Грін - Квінсбері | - Рейнерс-Лейн - Роксет - Саут-Гарроу - Станмор - Вельдстон - Вест-Гарроу |

## Відомі уродженці
- Річард Райт — рок-музикант з групи Pink Floyd
- Гевін Гаррісон — барабанщик з рок-групи King Crimson
- Біллі Айдол — рок-співак і музикант
- Елтон Джон — поп-співак і музикант
- Кейт Неш — співачка й автор пісень
- Дев Пател — актор
- Тео Волкотт — футболіст
- Метт Лукас — комедійний актор
- Лінсі Доен Маккензі — модель і порнозірка
- Ентоні Горовіц — письменник і сценарист
- Роджер Банністер — спортсмен і лікар
- Патрік Мур — астроном
- Гай Батлер — спортсмен, олімпійський чемпіон